# Vandalia (Illinois)
Vandalia es una ciudad situada en el condado de Fayette, en Illinois (Estados Unidos). Según el censo de 2020, la población era de 7458 personas. Vandalia está a 111 km al noreste de San Luis, Misuri, en el río Kaskaskia. Funcionó como la capital del estado de Illinois desde 1819 hasta 1839, cuando la sede del gobierno estatal se trasladó a la actual capital de Springfield. Vandalia fue durante años el término occidental de la Carretera Nacional. 
En Vandalia se encuentra el más antiguo de los edificios que han funcionado como Capitolio de Illinois. Construido en el siglo XIX, en 1933 se reformó y acondicionó como lugar histórico protegido.

## Toponimia
La historia del nombre Vandalia es incierta. Se pueden encontrar diferentes teorías en casi todos los libros escritos sobre Vandalia a lo largo de los años. En su libro Vandalia: Wilderness Capital of Lincoln's Land, Mary Burtschi cuenta una conversación entre uno de los topógrafos originales de la ciudad y un residente de Vandalia. El topógrafo, el coronel Greenup, explicó que Van fue sugerido por uno de los hombres. Recomendó esto como una abreviatura de la palabra vanguardia que significa la vanguardia de un movimiento que avanza. Se hizo otra sugerencia para el término dalia, derivado de la palabra anglosajona dale que significa valle entre colinas. Greenup se atribuye el mérito de la conversación por conectar los dos términos para formar el nombre Vandalia.
Otra posible fuente del nombre es la colonia Vandalia, un intento fallido de establecer una decimocuarta colonia en parte de lo que ahora es Virginia Occidental y Kentucky. La colonia Vandalia fue nombrada en honor a la reina Carlota de Mecklemburgo-Strelitz, quien afirmaba ser descendiente de la tribu wendos de Abodritas, también llamada vándalos.
Otra teoría planteada es que Vandalia fue nombrada por quienes ubicaron en el pueblo la capital del estado; según la historia, pensaron erróneamente que los vándalos eran una valiente tribu de nativos americanos, en lugar de tener orígenes germánicos.

## Historia

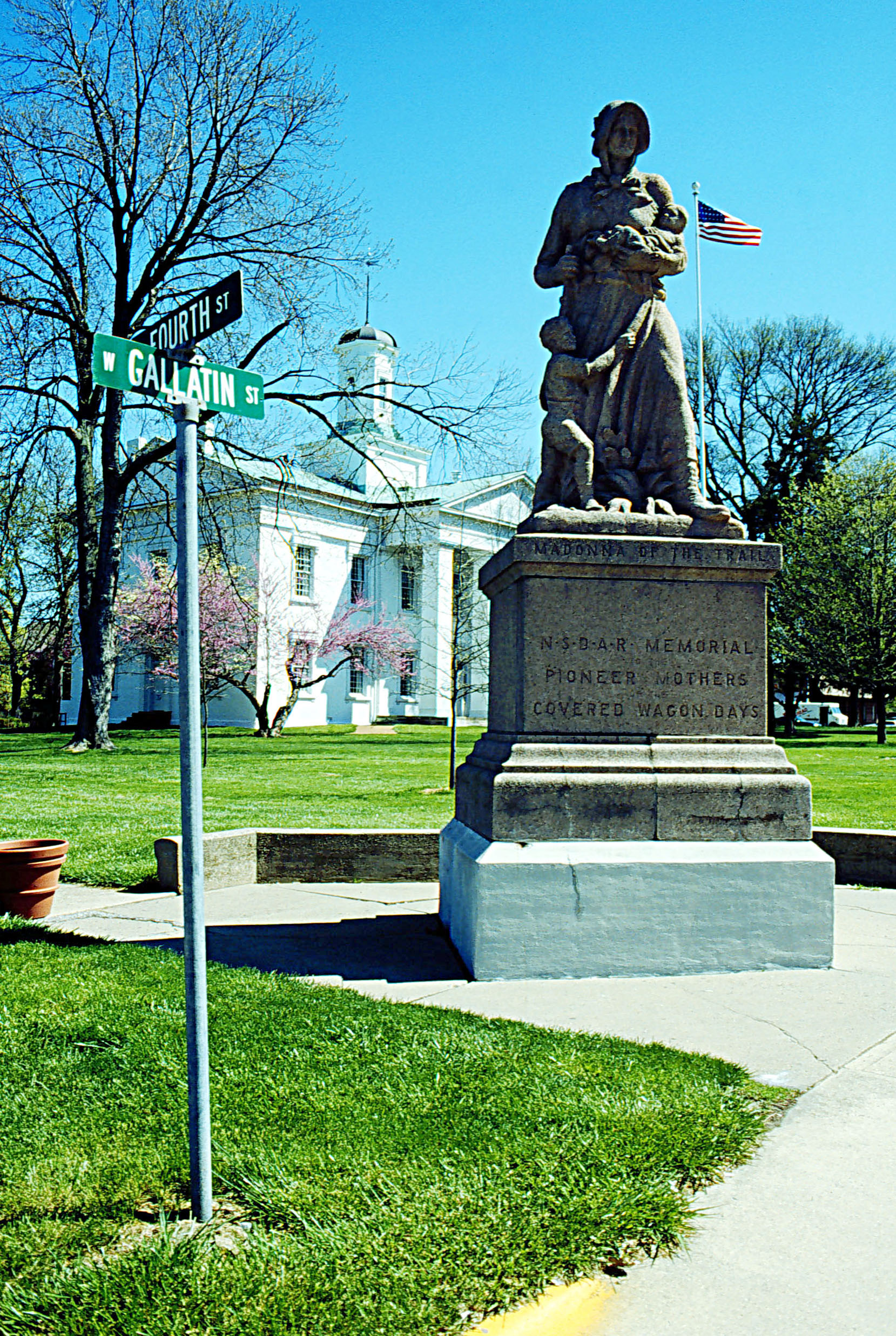
Estatua de la Virgen del Camino frente a la Casa Estatal de Vandalia.

Vandalia fue fundada en 1819 como una nueva ciudad capital de Illinois. La capital anterior, Kaskaskia, no era adecuada porque estaba bajo la constante amenaza de inundaciones. El sitio de la ciudad, ubicado en el condado de Bond en ese momento,: 5 fue preparado apresuradamente para la reunión de 1820 de la Asamblea General de Illinois. En 1821, se creó el condado de Fayette, incluido Vandalia.: 5 
La ley bajo la cual se fundó Vandalia incluía una disposición de que la capital no se movería durante veinte años. Incluso antes del final de este período, el centro de población del estado se había desplazado hacia el norte de Vandalia. En 1837, la Asamblea General votó para trasladar la capital a Springfield.
El 21 de noviembre de 1915, la Campana de la Libertad pasó por Vandalia en su gira nacional, mientras regresaba a Filadelfia desde la Exposición Universal de 1915 en San Francisco.
A principios de los años 1960, el sociólogo Joseph Lyford examinó la estructura social de Vandalia en un estudio del tamaño de un libro que reveló la naturaleza esencialmente corporativa de la toma de decisiones en la ciudad; este trabajo fue revisado recientemente por el periódico The Economist.

## Geografía
Según el censo de 2010, Vandalia tiene una superficie total de 21,02 km², de las cuales 20,98 km² (o 99.8%) es tierra y 0,04 km² (o 0,2%) es agua.
Vandalia está situada en la carretera Interestatal 70, la U.S. Route 40 (la carretera nacional) y la U.S. Route 51.

## Gobierno
Vandalia se gobierna mediante el sistema de consejos de alcaldes. El consejo consta de ocho miembros elegidos de uno de los cuatro distritos y cada distrito elige dos miembros. El alcalde junto con el secretario municipal y el tesorero son elegidos en una votación de toda la ciudad.

## En la cultura popular
- En La esfinge de los hielos (1897), de Julio Verne, Dirk Peters, también conocido como Hunt, vivió durante muchos años en Vandalia antes de reanudar la búsqueda de su compañero Arthur Gordon Pym.[14] Esta novela es una continuación imaginaria de la única novela de Edgar Allan Poe, La narración de Arthur Gordon Pym.
- El caso Frier v. City of Vandalia fue un caso decidido por el Tribunal de Apelaciones del Séptimo Circuito sobre el tema de cosa juzgada. El caso involucraba originalmente una disputa de estacionamiento en Vandalia, pero se convirtió en un caso fundamental en el procedimiento civil.[15]